# Иодид циркония(IV)
Иодид циркония(IV) — неорганическое соединение, соль металла циркония и иодоводородной кислоты с формулой ZrI4, жёлто-оранжевые кристаллы, реагирует с водой.

## Получение
- Реакция иода и порошкообразного циркония:

{\displaystyle {\mathsf {Zr+2I_{2}\ {\xrightarrow {300-500^{o}C}}\ ZrI_{4}}}}
- Пропускание иодоводорода над порошкообразным цирконием:

{\displaystyle {\mathsf {Zr+4HI\ {\xrightarrow {340^{o}C}}\ ZrI_{4}+2H_{2}}}}
- Вместо циркония можно использовать его карбид:

{\displaystyle {\mathsf {ZrC+2I_{2}\ {\xrightarrow {300-500^{o}C}}\ ZrI_{4}+C}}}
{\displaystyle {\mathsf {ZrC+4HI\ {\xrightarrow {490^{o}C}}\ ZrI_{4}+2H_{2}+C}}}

## Физические свойства
Иодид циркония(IV) образует жёлто-оранжевые кристаллы. Имеет две кристаллические модификации альфа - с параметрами ячейки  P2/ a=8.35A, b=8.32A ,c = 17.92A и гамма модификация , кристаллизующаяся в  P -1 a=8.348A, b= 8.343,c= 23.28 и углы 90.59(4) 90.50(4) 90.04(3).
В воде подвергается полному гидролизу.
Растворяется в этаноле, бензоле и диэтиловом эфире.

## Химические свойства
- Разлагается при нагревании:

{\displaystyle {\mathsf {ZrI_{4}\ {\xrightarrow {1300-1400^{o}C}}\ Zr+2I_{2}}}}
- Реагирует с водой:

{\displaystyle {\mathsf {ZrI_{4}+H_{2}O\ {\xrightarrow {}}\ ZrOI_{2}\downarrow +2HI}}}
- Реагирует с концентрированной серной кислотой:

{\displaystyle {\mathsf {ZrI_{4}+4H_{2}SO_{4}\ {\xrightarrow {}}\ H_{2}[ZrO(SO_{4})_{2}]+2I_{2}\downarrow +2SO_{2}\uparrow +3H_{2}O}}}
- Реагирует с щелочами:

{\displaystyle {\mathsf {ZrI_{4}+4NaOH\ {\xrightarrow {}}\ ZrO(OH)_{2}\downarrow +4NaI+H_{2}O}}}
- При нагревании реагирует с аммиаком с образованием нитрида циркония(III):

{\displaystyle {\mathsf {2ZrI_{4}+2NH_{3}\ {\xrightarrow {1000^{o}C}}\ 2ZrN+3H_{2}+4I_{2}}}}